# Nikon Coolpix 4200

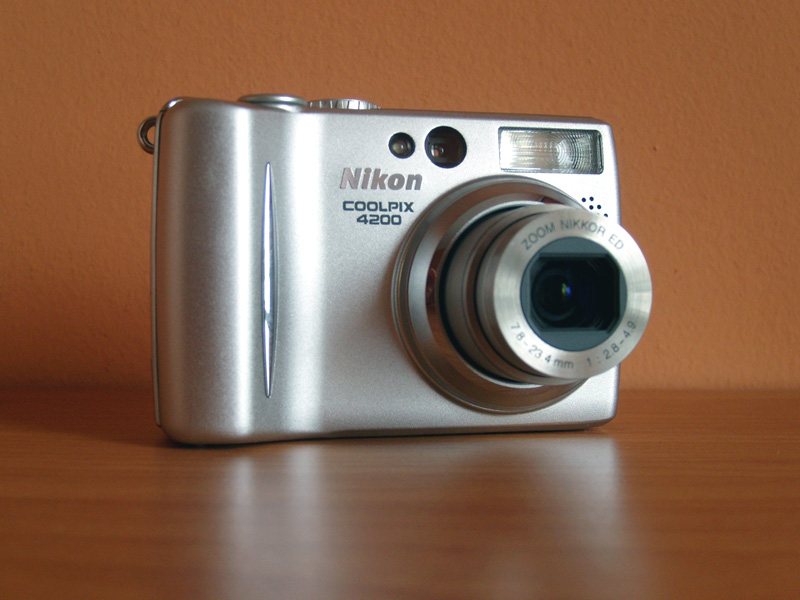
Coolpix 4200

Le Nikon Coolpix 4200 est un appareil photographique numérique de type compact fabriqué par Nikon de la série Nikon Coolpix, commercialisé en juin 2004.

## Description
Le 4200 est un appareil de dimensions réduites : 8,8 x 5 x 3,7 cm.

Son boîtier de forme ergonomique lui assure une bonne prise. Il possède une définition de 4 mégapixels et est équipé d'un zoom optique de 3x.

Sa portée minimum de la mise au point est de 30 cm mais ramenée à 4 cm en mode macro.

Son automatisme gère 15 modes Scène pré-programmés afin de faciliter les prises de vues (paysage, portrait, macro, musée, fête/intérieur, rétro-éclairage, plage/neige, portrait nuit, feu d'artifice, nocturne, aube/crépuscule, assistant de panorama, reproduction, sports, coucher de soleil).

L’ajustement de l'exposition est automatique et permet également un mode manuel avec un ajustement dans une fourchette de ±2.0 par paliers de 0,33 EV.

La balance des blancs se fait de manière automatique, mais également semi-manuelle avec des options pré-réglées (ensoleillé, lumière incandescente, tubes fluorescents, nuageux, flash).

La fonction "BSS" (Best Shot Selector) sélectionne, parmi une séquence de dix prises de vues successives, l'image la mieux exposée et l'enregistre automatiquement.

Son flash incorporé a une portée effective de 0,3 à 4,5 m et dispose de la fonction atténuation des yeux rouges et d'un dispositif d'éclairage AF.

Il est le frère jumeau du Coolpix 5200 mais qui possède une définition de 5,1 mégapixels.
Nikon a arrêté sa commercialisation en 2006.

## Caractéristiques
- Capteur CCD taille 1/1,8 pouce - définition : 4,13 millions de pixels, effective : 4 millions de pixels
- Zoom optique : 3x, numérique: 4x
  - Distance focale équivalence 35 mm : 38-114 mm
  - Ouverture maximale de l'objectif : F/2,8-F/4,9
- Vitesse d'obturation : 4 à 1/2000 seconde
- Sensibilité : ISO 80 - 100 - 200 et 400
- Stockage : Secure Digital SD - mémoire interne de 12 Mo
- Définition image maxi : 2272x1704 au format JPEG
- Autres définitions : 2048x1536, 1600x1200, 1024x768 et 640x480
- Définitions vidéo : 160x120, 320x240 et 640x480 à 15 images par seconde au format QuickTime.
- Connectique : USB, audio-vidéo composite
- Compatible PictBridge
- Écran LCD de 1,5 pouce - matrice active TFT de 110 000 pixels
- Batterie propriétaire rechargeable Lithium-ion type EN-EL5
- Poids : 155 g sans accessoires (batteries-mémoire externe)
- Finition : Anthracite